# Bulbophyllum triurum
Bulbophyllum triurum là một loài phong lan thuộc chi Bulbophyllum.